# Uganda en los Juegos Olímpicos de Pekín 2008
Uganda estuvo representada en los Juegos Olímpicos de Pekín 2008 por un total de 12 deportistas que compitieron en 5 deportes.
El portador de la bandera en la ceremonia de apertura fue el boxeador Ronald Serugo. El equipo olímpico ugandés no obtuvo ninguna medalla en estos Juegos.